# Pristurus ornithocephalus
Pristurus ornithocephalus är en ödleart som beskrevs av  Arnold 1986. Pristurus ornithocephalus ingår i släktet Pristurus och familjen geckoödlor. IUCN kategoriserar arten globalt som livskraftig. Inga underarter finns listade i Catalogue of Life.